# Synagoga ve Všeradicích
Synagoga ve Všeradicích je bývalá synagoga ve Všeradicích, obci v okrese Beroun. Od roku 1938 ji využívá sbor Československé církve husitské. Stavba je od roku 1994 chráněnou kulturní památkou.

## Historie
Synagoga byla postavena v klasicistním slohu roku 1829.
V první polovině 20. století došlo, především za okolností blížící se druhé světové války, k razantnímu zmenšení zdejší židovské obce. Budovu následně roku 1938 zakoupila Církev československá husitská a nadále ji využívá jako svou modlitebnu.